# متلازمات قدم الغطس
متلازمات قدم الغطس (بالإنجليزية: Immersion foot syndromes)‏ هي فئة من الإصابات التي تصيب القدم نتيجة امتصاص الماء في الطبقة الخارجية من الجلد. هناك أسماء فرعية مختلفة لهذه الحالة بناءً على درجة حرارة الماء الذي تتعرض له القدم. وتشمل هذه الأسماء قدم الخنادق، وقدم الغطس الاستوائية، و"قدم الغمر في الماء الدافئ". في دراسة عسكرية استمرت لمدة 3 أيام، وُجد أن الغمر في الماء الذي يسمح بدرجة حرارة أعلى للجلد يؤدي إلى تدهور أكبر في تعطن الجلد وزيادة الألم.

## الأسباب

### قدم الخنادق
هو حالة طبية تنتج عن التعرض المطول للقدمين لبيئة رطبة وغير صحية وباردة. استخدام كلمة الخنادق في اسم هذه المتلازمة هو إشارة إلى حرب الخنادق، التي ترتبط في الغالب بالحرب العالمية الأولى. قد تصبح الأقدام المتأثرة مخدرة، تتأثر بالاحمرار أو التزرق نتيجة لضعف الإمداد الدموي، وقد تبدأ الأقدام في إصدار رائحة تعفن بسبب إمكانية حدوث مراحل بداية التهاب. مع تفاقم الحالة، قد تبدأ الأقدام أيضًا في التورم. يرتبط قدم الخنادق المتقدم غالبًا بالبثور والقروح المفتوحة، مما يؤدي إلى الإصابات الفطرية؛ ويسمى هذا أحيانًا تقرحات استوائية (تعفن الغابة). إذا تركُت قدم الخنادق دون علاج، فغالبًا ما يؤدي ذلك إلى الغانغرينا، والتي يمكن أن تؤدي إلى الحاجة إلى بتر. إذا عولِجت قدم الخندق علاجًا صحيحًا، فإن التعافي الكامل هو العادي، على الرغم من أنه يتميز بالألم الحاد قصير الأجل عند عودة الشعور. كما هو الحال مع الإصابات المتعلقة بالبرودة الأخرى، تترك قدم الخنادق الأشخاص المتأثرين أكثر عرضة لها في المستقبل.

### قدم الغطس الاستوائية
قدم الغطس الاستوائية (يُعرف أيضًا باسم "قدم الأرز"، و"قدم حقل الأرز") هو حالة جلدية في القدمين تظهر بعد غمر مستمر للقدمين في الماء أو الطين بدرجة حرارة فوق 22 درجة مئوية (72 درجة فهرنهايت) لمدة من يومين إلى عشرة أيام.

### قدم الغطس بالماء الدافئ
قدم الغطس بالماء الدافئ هو حالة جلدية في القدمين تنتج عن التعرض لظروف رطبة ودافئة لمدة 48 ساعة أو أكثر، وتتميز بالتعطن ("التجعد") والتبقع والتقصف في الكعبين، وحشوات الأصابع (خاصة الإبهام) وحشوات جانبي القدمين. يحدث تجفيف القدمين عند التعرض لظروف رطبة لفترات طويلة. تظهر بثور مائية كبيرة مؤلمة عند فتحها وبدء تقشرها عن القدم نفسها. يظل الكعبان والجانبان والبروزات العظمية بمناطق كبيرة من الأنسجة الحمراء الحساسة للغاية، مكشوفة وعرضة للعدوى. مع تفاقم الحالة، تظهر بثور إضافية بسبب الرطوبة المطولة التي تغطي في النهاية الكعب بأكمله و/أو أقسام أخرى كبيرة ومحشوة من القدم، خاصة الأسطح السفلية وكذلك الأصابع. يزول كل طبقة على حدة مما يؤدي إلى تقرحات عميقة وحساسة للغاية حمراء. يحدث الشفاء فقط عند تنظيف القدمين وجفافها وتعريضها للهواء لأسابيع. تكون الجروح دائمة مع جلد جاف ورقيق يظهر حمراء لمدة تصل إلى سنة أو أكثر. تعود حشوات القدمين ولكن الشفاء يمكن أن يكون مؤلمًا حيث تُعالج الأعصاب مع خصائص اعتلال الأعصاب السكري. في بعض الأحيان تُوصف المضادات الحيوية و/أو مضادات الفطريات. قدم الغطس هو مشكلة شائعة بين الأشخاص المشردين الذين يرتدون زوجًا واحدًا من الجوارب والأحذية لفترات طويلة، خاصة الأحذية الرطبة والصندل من المطر والثلج. تتفاقم الحالة بسبب الرطوبة الزائدة للقدمين لفترات طويلة. تتفوق العدوى الفطرية والبكتيرية في الظروف الدافئة والرطبة والمظلمة، وتتميز برائحة غير صحية مميزة لمرض قدم الغطس.

## الوقاية
طورت سياسات في الجيش البريطاني لمساعدة الجنود على الحفاظ على جفاف أقدامهم، وهو أفضل وسيلة للوقاية من المرض. وُجه الجنود إلى تجفيف أقدامهم والحفاظ عليها جافة بتغيير الجوارب عدة مرات يوميًا.أمرت القوات البريطانية بعد العام الأول من الحرب العالمية الأولى إلى الاحتفاظ بثلاثة أزواج على الأقل من الجوارب والتعاهد بتبديلها. كما أثبت زيت الحوت فعاليته في مكافحة قدم الخنادق، حيث كان من المتوقع أن تستهلك كتيبة بريطانية في مواقع الخطوط الأمامية عشرة جالونات من زيت الحوت يوميًا.